# 国際現代音楽協会
国際現代音楽協会（こくさいげんだいおんがくきょうかい、英: International Society for Contemporary Music）は、新しい音楽の普及・発展を目的として戦間期の1922年に設立された国際組織。略称はISCM。

## 歴史
日本現代音楽協会（会長：坪能克裕）は日本支部として1935年に加盟。第二次世界大戦中は除名となるも、1948年に再加盟が認められ現在に至る。また、日本作曲家協議会（会長：小林亜星）は準会員組織として認められている。
大戦中の3年間を除いて毎年、加盟国持ち回りで国際音楽祭“World Music Days”（世界音楽の日々）を開催。各支部推薦曲のほか、作曲家個人や出版社からも作品を募集。寄せられた膨大な作品の中から国際審査員による選考審査を経て、約2週間に及ぶ音楽祭のプログラムが構成された。
ストラヴィンスキー、シェーンベルクからメシアン、クセナキス、リゲティ、ベリオ、シュニトケ等、日本でも受賞歴のある作曲家達にいたるまで、20世紀の重要な作曲家の多くが、この音楽祭に作品が入選している。
第1回音楽祭は1923年、ザルツブルクにて開催され、以下の作曲家の作品を取り上げた。
- アルバン・ベルク
- アルノルト・シェーンベルク
- ベラ・バルトーク
- ゾルターン・コダーイ
- セルゲイ・プロコフィエフ
- レオシュ・ヤナーチェク
- イーゴリ・ストラヴィンスキー
- アルテュール・オネゲル
- ダリウス・ミヨー
- フランシス・プーランク
- モーリス・ラヴェル

日本では2001年に横浜で大会が開催された。アジアでは1988年、2002年、2007年に香港、1997年に韓国で開催されている。

## 批判と近況
当初から、作曲家を支援するための公募やコンクールを併設している。かつては現代音楽のための作曲コンクールが「全く無く」（他の作曲コンクールは普通に行われていた）、ISCMが全ての現代音楽の鉱脈を拾えることを前提に運営していた。しかし、1990年代に入ると「ISCMの役割は終わったなどとブーレーズにいわれたが、僕はそうは思いません（カン・スキ）」という意見に象徴されるように、必ずしも現代音楽の潮流を考慮した選考が行われにくくなった。
21世紀にはいると、ISCMの役員からも、多くの不満の声が上がるようになった。オルランド・ジャチント・ガルシアはフロリダでISCM入選作の選考を担当しているが、彼ですら「シュトットガルト大会で、ISCMは死んだ！」と発言。その発言がISCMのトップページに掲載された。
かつては2週間ほど大規模にフェスティバルを組めたが、今世紀は各国とも財政難が続いており、2013年に入ってはスロヴァキアの経済事情から「一年一カ国」の原則が破られ、複数国での異例の開催となった。現在では最悪の場合6日間(2011年大会)しか組めなくなっている。この状況のためか、審査員を積極的に若返らせ、なるべく新規の作曲家を公募するように、調整している。

## 音楽祭開催地／日本人の入選作品
| 開催年 | 開催地                                                                           | 作曲者名、作品名 |
| ------ | -------------------------------------------------------------------------------- | --- |
| 2020   | ニュージーランド・オークランド                                                   | - 清水チャートリー：Wagyu Pigs - 門脇治：Measure Space - 川島素晴：Three pieces from "Action Music" |
| 2019   | エストニア・タリン                                                               | - 伊藤美由紀：Étoile Double (IV) - 田中カレン：Sleep Deeply |
| 2018   | 中国・北京                                                                       | - 池田悟：Imprisonment for 13 players - 国枝春恵：弦楽器、打楽器、尺八のための音楽～花をIII |
| 2017   | カナダ・バンクーバー                                                             | - 深澤倫子：Lemminkainen’s Mother - 莱孝之：Discrete Transfer - 西森久恭：Uminari no Gusuku - 松浦伸吾：Spherical Springs - 小島有利子：Undulations IIIb - 堀悦子：Tamazusa - 森田泰之進：ReincarnatiOn Ring II for Sho, U and iPods |
| 2016   | 韓国・統営市                                                                     | - Tongyeong International Music Festival 内で開催 - 嶋津武仁：Requiem for Nature for Bariton and small Orchestra or Chamber ensemble - 松下功：Prayer of the Firmament - 福田拓人：フルートとエレクトロニクスのための「Beyond the eternal chaos」 |
| 2015   | スロベニア・スロヴェニア                                                         | - 久留智之：Bamboo Spirits for sax quartet - 八木澤教司：Fanfare ‒ The benefication from Sky and mother Earth |
| 2014   | ポーランド・ヴロツワフ                                                           | - 板津昇龍：Dancing Woods - 蒲池愛：Paradox for Violin Solo and Electronics Live - 徳永崇：How to embroider by shading - 朴守賢：夢中夢の行進曲 |
| 2013   | スロバキア・ブラチスラヴァ／コシツェ · オーストリア・ウィーン                    | - 松下功 : A Shining Firmament - 中谷通 : 2_1/128_1+1/2 - 土井智恵子 : Splicing - 森田泰之進 : The History of Songs & Words - 福井とも子 : Doublet I |
| 2012   | ベルギー・アントウェルペン／ ブルッヘ／ブリュッセル／ヘント／ ルーヴェン／モンス | - 木山光 : KABUKI - 莱孝之 : Active Figuration |
| 2011   | クロアチア・ザグレブ                                                             | - 小川類 : T.R.A.N.S. - 福士則夫 : Couple - 高岡明 : Responsorium - 河添達也 : Parataxis II, for wind orchestra - 板津昇龍 : Sound Concert nr.2 - renaissance or jazz |
| 2010   | オーストラリア・シドニー                                                         | - 田中カレン : Techno Etudes - 中野浩二 : Unspoken Voices – Unbroken Spirits - 河合孝治 : Being time for Dogen Zenji - 水野みか子 : Seven Temples |
| 2009   | スウェーデン・ヴィスビュー／ · ベクショー／ヨーテボリ                            | - 松平頼暁 : Trichroism - 国枝春恵 : Peace on Earth - 伊藤弘之 : The Angel Of Dispair II - 中村寛 : Song of Samsara– Vision of Metempsychosis - 小坂咲子 : Sasame-ha-zure |
| 2008   | リトアニア・ビリニュス                                                           | - 湯浅譲二 : Cosmos Haptic V - 野平一郎 : Yume no matsuri |
| 2007   | 香港                                                                             | - 鈴木琴香 : Kreisen - 伴谷晃二 : Reminiscences of the Hermitage - 権代敦彦 : Hagion Pneuma, Op. 92 - 小林隆一 : Forest Symbolized ~ Japanesque - 蒲池愛 : Turnstiles - 松下功 : A Time for Prayer |
| 2006   | ドイツ・シュトゥットガルト                                                       | - 藤倉大 : Okeanos Breezes - 馬場法子 : Box and Cox - 馬場法子 : Pseudoscope III - 近藤譲 : In Nomine - 望月京 : Ima Koko - 小野貴史 : Analemma (リスニングセッション公募作品) |
| 2005   | クロアチア・ザグレブ                                                             | - 篠原眞：Passage B, for stereo amplified woodwind quartet - 福井とも子：Schlaglicht, for violin and piano - 湯浅譲二：Chronoplastic III, for orchestra - 岡本文子：Origin, for oboe and bass clarinet - 細川俊夫：（国際審査員作品） |
| 2004   | スイス                                                                           | - 篠原眞：テノール・リコーダーと二十絃のためのFragment Duo - 藤井喬梓：夢の浮橋～ギター独奏のための - 伊藤弘之：弦楽四重奏曲 |
| 2003   | スロベニア・リュブリャナ                                                         | - 大村哲弥：層的音楽 フルート、バス・クラリネット、ピアノのために - 中村寛：Purgatorio |
| 2002   | 香港                                                                             | - 福井とも子：DONTO/STOP/TRICK - 伊藤美由紀：Fading Beauty... - 今井慎太郎：La Lutte Bleue - 江村哲二：Les papillons de Lorenz - 木村まり：ALT - 田中カレン：Guardian Angel - 田村文生：Serenade I - 徳永崇：PUFF III for flute, alto saxophone and guitar - 南聡：日本製ロッシニョール Op. 29 - 近藤譲：時の柱（署名作曲家作品） |
| 2001   | 日本・横浜                                                                       | - 下山一二三：2つのコントラバスのための深響 - 山口淳：風の廻る庭第1番 笙と6人の奏者のための - 小鍛冶邦隆：バンドのためのポルカ集・タンゴ集 I - 権代敦彦：FATHER FORGIVE～The Litany of Reconciliation～+IN PARADISUM - 近藤春恵：Aria 尺八と弦楽オーケストラのための - 鈴木和彦：hinge（未上演） - 田中カレン：Frozen Horizon（未上演） - 田中吉史：6人の奏者のためのΦ - 夏田昌和：West, or Evening Song in Autumn（未上演） - 南聡：帯／一体何を思いついた？ - 山本裕之：Eve - 一柳慧：インターリレーション ヴァイオリンとピアノのための（国際審査員作品） - 近藤譲：舞曲（国際審査員作品） - 篠原眞：尺八奏者のための「求道A」（国際審査員作品） - 野平一郎：間奏曲第1番「ある原風景」ピアノのための（国際審査員作品） - 野平一郎：間奏曲第2番「イン・メモリアム・T」ピアノのための（国際審査員作品） - 松平頼暁：GALA ピアノのための（国際審査員作品） - 湯浅譲二：マイ・ブルー・スカイ 第3番（国際審査員作品） |
| 2000   | ルクセンブルク                                                                   | - 篠原眞：Evolution - 小島有利子：Eclat du Soir - 山本裕之：Canticum Tremulum - 国枝春恵：Serenade for Soprano＆Harp - 伊藤弘之：Salamander |
| 1999   | ルーマニア · モルドバ                                                            | - 大前哲：In the Memories for 2 pianos and percussion - 篠原眞：Undulation A for piano - 河内琢夫：Dancing to my Spirit - 竹中康博：Trail of Tears - 東野珠美：Dinergy 2 |
| 1998   | イギリス・マンチェスター                                                         | - 田中カレン：Echo Canyon - 三木稔：Marimba Special（演奏者推薦） |
| 1997   | 韓国・ソウル                                                                     | - 篠原眞：YUMEJI - 久留智之：ENSALADAS - 村雲あや子：Reconciliation |
| 1996   | デンマーク・コペンハーゲン                                                       | - 水嶋一江：String Telephones - 松永通温：In the Silence of Time - 川島素晴：Manic Psychosis（演奏者推薦） - 細川俊夫：Interim（主催支部推薦） |
| 1995   | ドイツ・ルール地方                                                               | - 近藤譲：A Shape of Time - 中村斉：Drawing - 細川俊夫：Jenseits der Flusse Babylons（国際審査員として） - 平義久：Polyedre（主催支部推薦） |
| 1994   | スウェーデン・ストックホルム                                                     | - 湯浅譲二：始源への眼ざし2 - 大村哲弥：相応歌 - 田中カレン：Hommage en cristal |
| 1993   | メキシコ・メキシコシティ                                                         | - 松下功：時の糸1 - 高橋裕：シンフォニック・カルマ - 嶋津武仁：クリティカル・ポイント - 江村哲二：インテクステリア5番 - 松平頼暁：変域（国際審査員推薦） |
| 1992   | ポーランド・ワルシャワ                                                           | - 下山一二三：Voices - 高橋裕：プライヤ・ナヤ・シンフォニー - 大村哲弥：ファンタスティッシュ・フィギュレーン2 - 松尾祐孝：飛来4 |
| 1991   | スイス・チューリッヒ                                                             | - 松平頼暁：レコレクション／Pと室内Orch - 松平頼則：源氏物語による三つのエール - 久留智之：ル・イゾール - 久田典子：プログノスティケーション - 篠原眞：コオペレーション／8邦楽器と8洋楽器 - 湯浅譲二：プロジェクション／VcとP（国際審査員として） - 遠藤雅夫：And so Becomes the Water（演奏団体推薦） |
| 1990   | ノルウェー・オスロ                                                               | - 下山一二三：十七弦とVcとテープのための一期の月影 - 田中カレン：Pのためのクリスタリーヌ - 西村朗：2台Pのためのヘテロフォニー - 嶋津武仁：Yuki Yuki te（委嘱作品） |
| 1989   | オランダ・アムステルダム                                                         | - 田中カレン：アナモルフォーゼ |
| 1988   | 香港                                                                             | - 松下功：時の糸2 - 西村朗：弦楽四重奏曲 他にACLによって日本作品9曲が演奏された。 |
| 1987   | 西ドイツ・ケルン／ボン／フランクフルト                                           | - 松平頼暁：レユニオン（国際審査員推薦） - 篠原眞：十七弦の生まれ（主催支部推薦） - Wonder Products 細野晴臣音楽：ジョニー（主催支部推薦） - 小杉武久＋マイケル・ランタ：デュオ・パフォーマンス |
| 1986   | ハンガリー・ブダペスト                                                           | - 篠原眞：9楽器のためのプレイ - 田中カレン：プリズム／Orch |
| 1985   | オランダ・アムステルダム                                                         | 入選なし |
| 1984   | カナダ・トロント／モントリオール                                                 | - 藤枝守：遊星の民話2 - 西村朗：ケチャ - 莱孝之：ソリディテイ - 松平頼則：雅楽の主題によるラプソディ - 篠原眞：ターンズ - 松平頼暁：尖度1 - 湯浅譲二：天気予報（国際審査員として） |
| 1983   | デンマーク・オーフス                                                             | - 松平頼則：唱歌 - 湯浅譲二：問い - 土居克行：ル・パンソー |
| 1982   | オーストリア・グラーツ                                                           | - 西村朗：オード・フォア・エクスタシス - 松下功：アラバスター／3群のOrch - 嶋津武仁：波の音楽2 |
| 1981   | ベルギー・ブリュッセル                                                           | - 篠原眞：25人の奏者のためのエガリザシオン - 湯浅譲二：シーンズ・フロム・バショー |
| 1980   | イスラエル・テルアビブ                                                           | - 久保摩耶子：Yogi - 下山一二三：彩響（国際審査員推薦） - 八村義夫：錯乱の論理 - 松平頼則：神聖な舞踊による三つの楽章のための変奏曲 |
| 1979   | ギリシャ・アテネ                                                                 | - 小橋稔：鬼女 - 篠原眞：たゆたい - 坪能克裕：三の像／Orch - 湯浅譲二：デルフィのための儀式（委嘱作品） |
| 1978   | スウェーデン・ストックホルム · フィンランド・ヘルシンキ                          | - 湯浅譲二：時の時／Orch - 松永通温：Sound First - 篠原眞：Relations - 下山一二三：Breath - 小橋稔：あうん |
| 1977   | 西ドイツ・ボン                                                                   | - 伊東英直：Influx/弦楽四重奏 - 清水ちさ子：Calls |
| 1976   | アメリカ合衆国・ボストン                                                         | - 入野義朗：Stromung（主催支部推薦） |
| 1975   | フランス・パリ                                                                   | - 遠藤亮：パッサージュ - 下山一二三：風紋2 - 平義久：ストラトス - 松平頼暁：シミュレーション／Tuba Solo - 松平頼則：前奏曲、間奏曲、後奏曲（同一曲再入選） - 三村恵章：交響曲 ＜電子音響部門＞ - 田崎和隆：わが心いまだ… - 一柳慧：東京1969 - 武田明倫：パノラミック・ソノール |
| 1974   | オランダ・ロッテルダム                                                           | - 坪能克裕：弦楽四重奏 - 松平頼則：前奏曲、間奏曲、後奏曲（上演見送り） - 湯浅譲二：クロノプラスティック |
| 1973   | アイスランド・レイキャヴィーク                                                   | - 徳永秀則：Eidos - 篠原眞：City Visit - 住谷智：Custer of Nephroepis marsharies |
| 1972   | オーストリア・グラーツ                                                           | - 松平頼暁：What's next? - 松平頼則：循環する楽章 - 武満徹：Stanza/Hrp.とテープ（主催支部推薦） |
| 1971   | イギリス・ロンドン                                                               | - 南弘明：七夕 - 湯浅譲二：プロジェクション／弦楽四重奏 |
| 1970   | スイス・バーゼル                                                                 | - 篠原眞：アルテルナンス |
| 1969   | 西ドイツ・ハンブルク                                                             | - 下山一二三：リフレクション - 松平頼暁：分布 - 松平頼則：ポルトレ |
| 1968   | ポーランド・ワルシャワ                                                           | - 南弘明：挽歌 |
| 1967   | チェコスロバキア・プラハ                                                         | - 松平頼暁：コンフィギュレーション - 福島和夫：月魄 |
| 1966   | スウェーデン・ストックホルム                                                     | 支部失格（会費納入遅延のため） |
| 1965   | スペイン・マドリード                                                             | - 松平頼則：ピアノ協奏曲 - 松下真一：壁画 - 安達元彦：協奏曲／弦楽器 |
| 1964   | デンマーク・コペンハーゲン                                                       | - 福島和夫：飛鏡 |
| 1963   | オランダ・アムステルダム                                                         | - 松平頼則：舞楽／室内Orch |
| 1962   | イギリス・ロンドン                                                               | - 江崎健次郎：働く鼓動 |
| 1961   | オーストリア・ウィーン                                                           | - 松下真一：カンツォーナ・ダ・ソナーレ／Pと打 - 佐藤慶次郎：カリグラフィ／P 松平頼則：フィギュール・ソノール |
| 1960   | 西ドイツ・ケルン                                                                 | 入選なし |
| 1959   | イタリア・ローマ                                                                 | - 松平頼則：左舞 |
| 1958   | フランス・ストラスブール                                                         | - 諸井誠：希薄な展開 - 松平頼暁：変奏曲／P.Vl.Vc. |
| 1957   | スイス・チューリッヒ                                                             | - 松平頼則：フィギュール・ソノール |
| 1956   | スウェーデン・ストックホルム                                                     | - 黛敏郎：エクトプラズム |
| 1955   | 西ドイツ・バーデン＝バーデン                                                     | - 諸井誠：αβ／P |
| 1954   | アイスランド・ハイファ                                                           | - 松平頼則：催馬楽によるメタモルフォーズ |
| 1953   | ノルウェー・オスロ                                                               | - 諸井誠：パルティータ／Fl |
| 1952   | オーストリア・ザルツブルク                                                       | - 松平頼則：主題と変奏／PとOrch |
| 1951   | 西ドイツ・フランクフルト                                                         | - 黛敏郎：スフェノグラム |
| 1950   | ベルギー・ブリュッセル                                                           | - 箕作秋吉：芭蕉紀行集 |
| 1949   |                                                                                  | 支部再加盟 |
| 1948   | イタリア・パレルモ／タオルミーナ                                                 | 1940年から1948年まで、日本は第二次世界大戦中の枢軸国だったため支部を除名された |
| 1947   | オランダ・アムステルダム                                                         | 1940年から1948年まで、日本は第二次世界大戦中の枢軸国だったため支部を除名された |
| 1946   | イギリス・ロンドン                                                               | 1940年から1948年まで、日本は第二次世界大戦中の枢軸国だったため支部を除名された |
| 1939   | ポーランド・ワルシャワ                                                           | - 小船幸次郎：弦楽四重奏曲 |
| 1938   | イギリス・ロンドン                                                               | 入選なし |
| 1937   | フランス・パリ                                                                   | - 外山道子：やまとの声 |
| 1936   | スペイン・バルセロナ                                                             | |
| 1935   | イタリア王国・フィレンツェ                                                       | 日本現代作曲家連盟として支部加盟 |
| 1933   | オランダ・アムステルダム                                                         | |
| 1932   | オーストリア・ウィーン                                                           | |
| 1931   | ブルガリア・オックスフォード／ロンドン                                           | |
| 1930   | ベルギー・リエージュ／ブリュッセル                                               | |
| 1929   | スイス・ジュネーヴ                                                               | |
| 1928   | イタリア王国・シエーナ                                                           | |
| 1927   | ドイツ国・フランクフルト                                                         | |
| 1926   | スイス・チューリッヒ                                                             | |
| 1925   | チェコスロバキア・プラハ イタリア王国・ヴェネツィア                              | |
| 1924   | チェコスロバキア・プラハ · オーストリア・ザルツブルク                            | |
| 1923   | オーストリア・ザルツブルク                                                       | |